# Коромисло зелене
Коромисло зелене (Aeshna viridis) — вид бабок родини коромисел (Aeschnidae).

## Поширення
Вид поширений у Північній, Центральній та Східній Європі та в Сибіру. В Україні трапляється на Поліссі і Західному Лісостепі. Мешкає на низинних болотах і в заплавах річок.

## Опис
Тіло самиці світло-зелене, самця — блакитне. Довжина черевця 48—54 мм, довжина задніх крил 38—45 мм. Т-подібна пляма на лобі неповна. Боки грудей у самця і самиці зелені, без смуг. Шов між лобом і налічником незатемнений. Верх грудей самця з 2 широкими, зеленими смугами. Жилки крил чорнуваті. Яйцеклад з бічними пластинками, його основна пластинка ззаду без глибокої виїмки.

## Спосіб життя
Дорослі комахи — активні хижаки. Полюють під час польоту. Імаго літають у липні — жовтні. Самиці відкладають яйця на листя водяного різака. Личинки живуть у стоячих і слабо проточних водоймах з густою рослинністю. Харчуються водними безхребетними і мальками риб.

## Охорона
Aeshna viridis охороняється в Європі і занесений до Додатку ІІ Бернської конвенції (охоронна категорія: вид підлягає особливій охороні).